# John Van Lear Findlay
John Van Lear Findlay (* 21. Dezember 1839 bei Williamsport, Washington County, Maryland; † 19. April 1907 in Baltimore, Maryland) war ein US-amerikanischer Politiker. Zwischen 1883 und 1887 vertrat er den Bundesstaat Maryland im US-Repräsentantenhaus.

## Werdegang
John Findlay genoss zunächst eine private Erziehung. Danach studierte er bis 1858 am Princeton College. Politisch wurde er Mitglied der Demokratischen Partei. In den Jahren 1861 und 1862 saß er im Abgeordnetenhaus von Maryland. Nach einem anschließenden Jurastudium und seiner 1869 erfolgten Zulassung als Rechtsanwalt begann er in Baltimore in diesem Beruf zu arbeiten. In den Jahren 1865 und 1866 war er auch Steuereinnehmer im dritten Finanzbezirk von Maryland; zwischen 1876 und 1878 fungierte er als juristischer Vertreter der Stadt Baltimore.
Bei den Kongresswahlen des Jahres 1882 wurde Findlay im vierten Wahlbezirk seines Staates in das US-Repräsentantenhaus in Washington, D.C. gewählt, wo er am 4. März 1883 die Nachfolge von Robert Milligan McLane antrat. Nach einer Wiederwahl konnte er bis zum 3. März 1887 zwei Legislaturperioden im Kongress absolvieren.
Nach dem Ende seiner Zeit im US-Repräsentantenhaus praktizierte Findlay wieder als Anwalt. Im Jahr 1889 war er Mitglied einer Kommission, die sich mit bilateralen Ansprüchen mit Venezuela befasste (Venezuela Claims commission). 1893 scheiterte eine Berufung in eine ähnliche Kommission für den Staat Chile am Einspruch des US-Senats. John Findlay starb am 19. April 1907 in Baltimore, wo er auch beigesetzt wurde.